# Mysterious Billy Smith
Mysterious Billy Smith (bürgerlich Billy Amos Smith; * 15. Mai 1871 in Little River, Digby County, Nova Scotia, Kanada oder East Port, Missouri, Vereinigte Staaten; † 14. Oktober 1937 in Portland, Oregon, Vereinigte Staaten) war ein kanadischer Boxer und zweifacher Weltmeister im Weltergewicht.

## Karriere
Smith bestritt 89 Kämpfe, von denen er 22 durch K. o. gewann und acht durch K. o. verlor.
Zum ersten Mal wurde er am 14. Dezember 1892 Weltmeister, indem er Danny Needham im Wigwam Theatre in San Francisco nach 14 Runden durch K. o. besiegte. 1894 verlor er den Titel an Tommy Ryan. Der Kampf in Minneapolis, Minnesota wurde nach 20 Runden abgebrochen und der bis dahin nach Punkten führende Ryan zum Weltmeister erklärt.
Am 25. August 1898 holte er sich den Titel nach einem Kampf in New York über 25 Runden gegen Matty Matthews wieder. Am 15. Januar 1900 verlor er den Titel in einem Kampf in Buffalo, New York gegen Rube Ferns.